# Picalgallu
Picalgallu es una entidad de población española de la parroquia de La Mata, perteneciente al concejo de Grado, en la comunidad autónoma de Asturias.

## Toponimia
El lugar puede aparecer referido como «Picalgallu» y «Pica-el-gallo».

## Historia
Hacia mediados del siglo XIX, el lugar, ya por entonces perteneciente al municipio de Grado, tenía contabilizada una población de siete habitantes. Aparece descrito en el decimotercer volumen del Diccionario geográfico-estadístico-histórico de España y sus posesiones de Ultramar de Pascual Madoz con las siguientes palabras:

PICA-EL-GALLO: l. en la prov. de Oviedo, ayunt. de Grado y felig. de Sto. Dolfo y Sta. Eulalia de la Mata. sit. en la pendiente de una altura denominada el Jorro, sobre el r. de Vega, que recoge las aguas del partido de los montes y desagua por esta parte en el Cubia. terreno: calizo y medianamente fértil. prod.: maiz, escanda, patatas y otros frutos. pobl.: 2 vec., 7 almas.
(Madoz, 1849, p. 9)

En 2023, la entidad singular de población tenía empadronados seis habitantes.